# Astrahanska oblast
Astrahanska oblast je oblast Ruske Federacije smještena u delti Volge. Poznata je po tome što je često mijenjala zemljopisni oblik.